# سب سي 7
سب سي 7 أس إيه (بالإنجليزية: SUBSEA 7)‏ شركة لوكسمبرجية للهندسة والبناء والخدمات المقيمة تحت سطح البحر لخدمة صناعة الطاقة في الخارج. الشركة مسجلة في لوكسمبورغ ومقرها في لندن.

## وصلات خارجية
- الموقع الرسمي للشركة